# Tim Yeung
Tim Yeung (Rochester, 15 marzo 1978) è un batterista statunitense che esegue prevalentemente metal estremo.

## Gruppi
- Hate Eternal
- All That Remains
- Vital Remains
- Nile
- Divine Heresy
- World Under Blood
- Morbid Angel